# When My Lady Smiles
When My Lady Smiles è un cortometraggio muto del 1915. Il nome del regista non viene riportato.

## Produzione
Il film fu prodotto dalla Essanay Film Manufacturing Company.

## Distribuzione
Distribuito dalla General Film Company, il film - un cortometraggio in tre bobine - uscì nelle sale cinematografiche USA il 10 agosto 1915. Viene citato in Moving Picture World del 7 agosto 1915.